# Berg-Königsnatter
Die Berg-Königsnatter (Lampropeltis pyromelana) ist eine Art aus der Gattung der Königsnattern (Lampropeltis) innerhalb der Familie der Nattern (Colubridae). Sie gehört zu den kleinsten Vertretern der Gattung. In ihrer Heimat, den von Buschland und lichten Wäldern durchzogenen Gebirgsregionen Nordamerikas, kann die Berg-Königsnatter in Höhen bis zu 2500 Meter gesichtet werden.
Der Artzusatz pyromelana (vom griechischen pyro, flammen(farben) und mela, schwarz) bezieht sich auf die Färbung, infralabialis auf das Bestimmungsmerkmal Unterlippenschilde (Infralabialia) und woodini auf den Herpetologen William H. Woodin.

## Merkmale
Die Berg-Königsnatter ist eine mittelgroße Schlange und erreicht eine Körperlänge von bis zu 109 cm. Ihre Schnauze ist gewöhnlich weiß oder cremefarben, manchmal schwarz mit weißen Flecken. Der Körper zeigt schwarze, weiße und rote Ringe, die roten habe auf beiden Seiten einen schwarzen Rand. Die weißen Ringe werden zu den untersten Schuppenreihen hin nicht breiter, die schwarzen werden schmäler und verschwinden an den Seiten. Die Anzahl Ventralia beträgt 213 bis 238.
Bei der Nominatform sind gewöhnlich mehr als 43, bei der Unterart Lampropeltis pyromelana woodini weniger als 43 weiße Ringe vorhanden. Bei beiden Unterarten verlaufen weniger als die Hälfte davon vollständig über den Bauch. Auf jeder Seite entlang der Unterkieferkante der Mundöffnung befinden sich bei beiden Unterarten 10 Unterlippenschilde. Die Anzahl Subcaudalia minus der weißen Ringe auf Körper und Schwanz beträgt bei der Nominatform 17 oder weniger, bei Lampropeltis pyromelana woodini 17 oder mehr. Bei Lampropeltis pyromelana infralabialis verlaufen die Hälfte oder mehr weiße Ringe vollständig über den Bauch und auf jeder Seite sind nur 9 Unterlippenschilde vorhanden.

## Verbreitung und Unterarten
Neben der Nominatform Lampropeltis pyromelana pyromelana (Cope, 1867) werden zwei weitere Unterarten anerkannt, die farblich von ihr abweichen. Lampropeltis pyromelana knoblochi gilt heute als eigene Art, Crother et al. 2017 sehen die Art gar als monotypisch und Lampropeltis pyromelana infralabialis als Synonym.
- Utah-Bergkönigsnatter (Lampropeltis pyromelana infralabialis Tanner, 1953) – bewohnt weite Teile des Grand Canyons in Nevada sowie den Norden Arizonas und das zentrale und südwestliche Utah[3].
- Arizona-Bergkönigsnatter (Lampropeltis pyromelana pyromelana) – bewohnt New Mexico und Teile Nordmexikos.
- Huachua-Bergkönigsnatter (Lampropeltis pyromelana woodini) – bewohnt Nordmexiko sowie Teile Arizonas.

Populationen aus Mexiko (Nordosten Sonoras und Süden und Westen Chihuahuas) sind allerdings möglicherweise alle Lampropeltis knoblochi.

## Lebensraum und Lebensweise
Die Berg-Königsnatter bewohnt bevorzugt felsige, montane Habitate, oft in der Nähe von Flüssen oder Quellen. Sie ist jedoch auch in tiefergelegenen Gebieten, in von Feuchtigkeit beeinflussten Canyons (Mesic Canyons) zu finden. Die Vegetation ihres Lebensraum besteht aus Kiefer und Wacholder Wäldern, Eichen und Wacholder Wäldern, Kiefer und Eichen Wäldern, Kiefer Douglasien Wäldern sowie Chaparral. Während des Tage hält sich die Berg-Königsnatter zwischen Steinen, Baumstämmen oder dichter Vegetation auf, zeigt sich aber auch in offenem Gelände.
Diese Königsnatter ist hauptsächlich tagaktiv, gelegentlich aber auch in warmen, feuchten Nächten unterwegs. Auf Nahrungssuche geht sie häufig vormittags oder kurz vor Sonnenuntergang und erbeutet Eidechsen, Nagetiere, Vögel und Fledermäuse. In erster Linie ist sie ein Bodenbewohner, sie kann aber auch gut klettern und kommt gelegentlich in Bäumen oder hoch auf Felsblöcken vor. Berg-Königsnattern paaren sich im Frühjahr, im späten Frühling oder Frühsommer wird ein Gelege von bis zu 9 Eiern angelegt. Die Jungtiere schlüpfen im Spätsommer.